# ラピュタ阿佐ヶ谷
ラピュタ阿佐ヶ谷（ラピュタあさがや、英語：Laputa ASAGAYA）は、東京・杉並区にある映画館である。また館内地下に小劇場ザムザ阿佐谷を内包している。2015年に開館したユジク阿佐ヶ谷についても本項で扱う。

## 概要
株式会社ふゅーじょんぷろだくとを運営する才谷遼（別名：可部達郎、本名：川邉龍雄）がアニメーション映画専用の映画館として1998年に開館。館名は『ガリバー旅行記』から採られているが、『天空の城ラピュタ』に因むとしている記事もある。オープニング作品はアニメ作家ユーリー・ノルシュテインの特集上映。
その後、都内名画座の減少とともに、日本映画の旧作上映を増やし、都内有数のフィルムにこだわる名画座として認知される。座席数は48席。
店内3階にはレストラン「山猫軒」が入居している。
2004年、才谷遼が株式会社ふゅーじょんぷろだくとの女性社員を過労自殺に追い込んだことが明るみになり、さらに2006年には女性従業員に対する暴行事件が発生し、これを機に従業員たちが映演労連フリーユニオン・ラピュタ支部を結成し、労働審判を申し立てた。

## ザムザ阿佐谷
1999年、ラピュタ阿佐ヶ谷地下に設立された小劇場。由来は『変身』主人公から。こけら落とし公演は月蝕歌劇団 。
阿佐ヶ谷指折りの劇場ではあるものの、もともと演劇場として建設されていないため搬入口がない。
演劇のほか映画上映、トークイベント会場など多目的用途で使用される。座席数129。

## ユジク阿佐ヶ谷
2015年4月オープン。
才谷遼監督作『セシウムと少女』上映場所として、ラピュタ阿佐ヶ谷の裏手となる「アート・アニメーションのちいさな学校」跡地を改装。その後は邦洋画の旧・準新作やアニメーションの上映、上映内容に準じたイベントの開催を中心としたミニシアターとして運営していた。座席数41。
2020年8月28日をもって休館。当時は休館理由について運営側からは、急激な経営環境の変化によって運営が困難と見込まれるためとの説明が入り、営業再開見込みは未定としていたが、休館後の10月10日、ユジクの元スタッフ有志を名乗るTwitterアカウントより、春から館内スタッフに対する運営会社上層部からのパワーハラスメントが頻発していたことが明かされた。開館当初より社会保険未加入、時間外手当未払などといった労務問題やハラスメントが発生しており、改善要望が黙殺され続けていたこと、労務問題自体は休館までに和解に至ったものの、長年黙殺され続けてきたハラスメントが休館理由につながっていることが指摘された。

更に11月7日にはこれらのハラスメント内容の一部が表明され、休館決定後も上層部が改善に向き合っていなかったことが明かされている。

後の『文春オンライン』の報道では、才谷遼および上層部によるハラスメントの詳細、前支配人が労働環境の改善を拒否していたことや労務管理を放棄していたことなど、問題のより細かな概要が記事を通じて報じられた。
12月9日、休館したまま同日をもって閉館とすることが発表された。運営側は経営環境の変化のほか、退任した前支配人からの引き継ぎが乗り越えられなかったことを要因に挙げているが、一部報道では新支配人がハラスメントにより退職に追い込まれたことや、前支配人が労働環境の改善に関して非協力的な態度をとっていたことが指摘されている。運営に関しては、アート・アニメーションのちいさな学校劇場が引き継ぐことが併せて発表された。
2021年7月23日、ユジク阿佐ヶ谷の跡地にミニシアター「Morc（モーク）阿佐ヶ谷」が開館した。才谷遼からは「反省をふまえ、きちんとした労働環境を整えたうえで、一から新しい映画館をつくっていこう」というコメントがあったが、実際にユジク阿佐ヶ谷の休館理由や労働問題に関する表明はなされておらず、ハラスメントに関してはなおも自己弁護と責任逃れに終始していると報道もされている。

## アクセス
- JR「阿佐ケ谷駅」より徒歩5分